# II Lupi
II Lupi (II Lup) es una estrella variable en la constelación de Lupus, el lobo.
De magnitud aparente media +5,92 en banda J, se encuentra a una distancia entre 500 y 590 pársecs (aproximadamente 1800 años luz) del sistema solar.
II Lupi es una estrella de carbono cuya temperatura efectiva es de solo 2400 K.
Brilla con una luminosidad 8933 veces superior a la luminosidad solar.
De gran tamaño, tiene un radio 547 veces más grande que el radio solar, equivalente a 2,5 UA; si ocupara el lugar de nuestro Sol, las órbitas de los cuatro primeros planetas —la Tierra inclusive— estarían contenidas en el interior de la estrella.
II Lupi se encuentra en la rama asintótica gigante (AGB), período de la evolución estelar que experimentan las estrellas de masa intermedia al concluir sus vidas; la conocida Mira (ο Ceti), R Sculptoris y W Aquilae son ejemplos de estrellas en esta fase evolutiva.
II Lupi pierde masa estelar a razón de 3,9 × 10-6 masas solares por año, y el ritmo de pérdida de masa es constante.
Catalogada como variable Mira, su variación de brillo en banda H es de 1,6 magnitudes y su período de pulsación es de 575 días.
Las estrellas de carbono están rodeadas por una envoltura circunestelar y, al contrario que en la mayor parte de las estrellas, el contenido de carbono es mayor que el de oxígeno.
II Lupi presenta una relación entre los isótopos 12C/13C igual a 4,0, por lo que es una estrella muy rica en carbono-13.
Dicha relación es un indicador del estado evolutivo y de la nucleosíntesis; en estrellas AGB masivas —entre 3 y 7 masas solares—, se activa el llamado «quemado caliente profundo» y la relación 12C/13C puede alcanzar el valor 10 (a título comparativo, en el Sol dicho valor es 89).
Por otra parte, en la envoltura de II Lupi se han detectado moléculas de CO, SiO, HCN y CS, y se piensa que el SiO es la especie emitida más cerca de la estrella, seguida del HCN y del CS.
También se ha detectado SiS, molécula que, a diferencia de las anteriores, es más abundante en estrellas de carbono que en estrellas de tipo M.
El radio de dicha envoltura es de 1,4 × 1016 cm.